# Micromalthus debilis
Micromalthus debilis LeConte, 1878 è un coleottero del sottordine Archostemata. È l'unica specie della famiglia Micromalthidae Barber.
L'interesse di M. debilis è di tipo biologico, per la complessità del suo ciclo e la particolarità dei meccanismi di riproduzione.

## Descrizione
L'adulto è di piccole dimensioni, lungo circa 2 mm, di colore scuro, con zampe e antenne giallastre. Il capo è largo quanto il torace o poco più, con occhi laterali e antenne moniliformi. Il protorace è lungo e le elitre non ricoprono completamente l'addome.

## Distribuzione e habitat
Gli stadi giovanili si sviluppano nel legno morto in decomposizione, talvolta anche sul legno in opera. Il ritrovamento di esemplari fossili, risalenti secondo i siti a periodi che vanno dal Cretacico all'Oligocene, fa ritenere che la specie avesse una larga distribuzione, ma che in seguito il suo areale si ridusse alla sola regione neartica e, precisamente, alle regioni orientali degli attuali Stati Uniti d'America.
Dal suo areale originario, la specie si è diffusa in varie parti del mondo, introdotta artificialmente attraverso il commercio del legname. La sua presenza è stata rilevata da diversi Autori in varie regioni del Nordamerica, in America Centrale, in Sudamerica, nel Sudafrica, in Europa, in Asia e in Oceania.

## Ciclo e riproduzione
La singolarità di questa specie risiede nel polimorfismo larvale e nella complessità sia dello sviluppo postembrionale sia del meccanismo riproduttivo, che contempla oltre alla riproduzione sessuale anche la pedogenesi e la partenogenesi. La riproduzione è vivipara, perciò non vengono emesse le uova ma partorite larve. Il genoma è diploide nelle femmine e aploide nei maschi.
Le larve possono presentare diverse forme secondo lo stadio di sviluppo: campodeiforme (triungulino), cirtosomatica (simile a quelle dei Curculionidi), apoda (simile a quella dei Cerambicidi).
Il ciclo è piuttosto complesso ed è basato fondamentalmente su una forma di partenogenesi telitoca detta pedogenesi: le femmine non completano lo sviluppo somatico, ma restano allo stadio giovanile portando a maturazione le gonadi. Queste femmine si alimentano sul legno in decomposizione ed hanno l'aspetto di una larva di Cerambicide (apoda). Da queste larve mature sessualmente si originano larve campodeiformi, i triungulini, che possono avere differenti sviluppi:
- completamento dello sviluppo postembrionale con impupamento. Dalla pupa si evolve una femmina adulta;
- trasformazione in una larva apoda dalla quale nasceranno, per partenogenesi telitoca, altri triungulini, di sesso femminile;
- riproduzione per partenogenesi arrenotoca o aploide[5]: in questo caso la femmina larviforme produce un solo uovo, con genoma aploide, da cui nascerà una larva cirtosomatica che evolverà in un maschio adulto;
- riproduzione per partenogenesi sia telitoca sia arrenotoca.

In tutti i casi, lo sviluppo delle larve pedogenetiche provoca la morte della madre, che a causa dell'habitus giovanile non dispone di un apparato riproduttore in grado di partorire le larve.

## Alimentazione e riproduzione
Un aspetto biologico di particolare importanza è il regime dietetico: le larve femminili, essendo xilofaghe, dispongono di batteri simbionti in grado di digerire la cellulosa. Questi simbionti sono trasmessi dalla madre, ma con risultati differenti secondo il sesso: le larve di sesso femminile diventano autonome, perché dispongono di simbionti funzionali; le larve di sesso maschile ricevono invece batteri senescenti e possono alimentarsi solo come endoparassitoidi a spese della madre.
Il comportamento delle larve maschili rappresenterebbe uno svantaggio biologico e questo spiegherebbe l'ordinarietà della pedogenesi per partenogenesi telitoca, mentre la seconda via, la partenogenesi arrenotoca, sarebbe un evento piuttosto raro.